# یواس‌اس هیوستون (اس‌اس‌ان-۷۱۳)
یواس‌اس هیوستون (اس‌اس‌ان-۷۱۳) (به انگلیسی: USS Houston (SSN-713)) یک زیردریایی است که طول آن ۱۱۰٫۳ متر (۳۶۱ فوت ۱۱ اینچ) می‌باشد. این زیردریایی در سال ۱۹۸۱ ساخته شد.